# Kishore Kumar
Kishore Kumar (en bengalí: কিশোর কুমার; Khandwa, Provincias Centrales; 4 de agosto de 1929-Mumbai, Maharashtra; 13 de octubre de 1987) fue un actor y cantante del cine de la India. Kumar batió un récord de premios Filmfare al Mejor Cantante de Playback (Masculino), ganando 8 premios en su carrera. 
Empezó su carrera como cantante en 1946 en el estudio Bombay Talkies donde trabajó su hermano el actor Ashok Kumar. Kishore Kumar nunca tuvo formación musical pero el compositor S.D. Burman le descubrió en 1950 y le dio canciones en más que 10 películas. A diferencia de la mayoría de los cantantes de playback en Bollywood  Kumar protaganizó muchas películas, actuando en 87 producciones en total. Produjo y dirigió varias películas también. 

## Premios

### Premios Filmfare
| Año  | Canción                     | Película            | Compositor        | Letrista      |
| ---- | --------------------------- | ------------------- | ----------------- | ------------- |
| 1969 | Roop tera mastaana          | Aradhana            | Sachin Dev Burman | Anand Bakshi  |
| 1975 | Dil aisa kisi ne            | Amanush             | Shyamal Mitra     | Indeevar      |
| 1978 | Khaike Pan Banaras Wala     | Don                 | Kalyanji-Anandji  | Anjaan        |
| 1980 | Hazaar raahen mudke dekheen | Thodisi Bewfffafaii | Khayyam           | Gulzar        |
| 1982 | Pag ghunghroo baandh        | Namak Halaal        | Bappi Lahiri      | Anjaan        |
| 1983 | Hamen aur jeene ki          | Agar Tum Na Hote    | Rahul Dev Burman  | Gulshan Bawra |
| 1984 | Manzilen apni jagah         | Sharaabi            | Bappi Lahiri      | Anjaan        |
| 1985 | Saagar Kinaare              | Saagar              | Rahul Dev Burman  | Javed Akhtar  |

## Filmografía seleccionada
1. Padosan (1968)
2. Door Gagan Ki Chhaon Mein (1964)
3. Ganga Ki Lahren (1964)
4. Mr. X in Bombay (1964)
5. Half Ticket (1962)
6. Manmauji (1962)
7. Jhumroo (1961)
8. Chalti Ka Naam Gaadi (1958)
9. Dilli Ka Thug (1958)
10. Aasha (1957)
11. New Delhi (1956)
12. Baap Re Baap (1955)
13. Miss Mala (1954)
14. Naukari (1954)